# Alchemilla splendens
Alchemilla splendens är en rosväxtart som beskrevs av Christ och Louis Favrat. Alchemilla splendens ingår i släktet daggkåpor, och familjen rosväxter. Inga underarter finns listade i Catalogue of Life.